# エビカ・シリニャ
エビカ・シリニャ（ラトビア語: Evika Siliņa、1975年8月3日 - ）は、ラトビアの弁護士、政治家。同国において、ライムドータ・ストラウユマに次いで2人目となる女性の首相。シリニャの就任により、バルト三国全てが女性首相となった。首相となる前は福祉大臣を務めていた。エヴィカ・スィリニャとも表記される。

## 経歴
1993年から4年間ラトビア大学で法学を学び、そこで法学の学士号や社会科学の修士号を取得。2003年から2012年まで、シリシャは国際および国内のビジネス法を専門とする個人経営の弁護士としても勤務している。2011年ラトビア総選挙中、シリシャは改革党の候補者として出馬したが、選出されなかった。2011年から2012年まで、シリニャはラトビア内務省の法律顧問を務めた。2013年1月から2019年1月23日まで内務省の政務官を務めた。政務官としてのシリニャ例えば様々な問題に関する内務省の立場を説明するなど、ジャーナリストに対する寛容さが賞賛された。
2019年1月23日にはクリシュヤーニス・カリシュ首相率いる内閣の承認を受け、閣僚評議会政務官の役割を引き受けた。2022年のラトビア議会選挙に新統一党から立候補し、第14期サエイマ議員に選出された。2022年12月6日、シリシャはカリンシュ政権の福祉大臣に就任すると発表され、同月14日に正式就任した。2023年2月23日、彼女はカリンシュ首相により新たに設立された欧州連合基金テーマ別委員会のメンバーに任命された。
2023年8月16日、カリンシュ首相の辞任後、新統一党はシリシャを首相候補に指名した。8月24日、彼女はエドガース・リンケヴィチス大統領から組閣を要請された。シリシャ率いる新統一党、緑の農民連合や進歩党との連立政権は、2023年9月15日に53票を獲得し、サエイマ議会の過半数の信任を獲得した。ラトビア語に基づく教育システムのためにラトビア語の学習を促進し、ロシア語を話す少数派の受け入れに努めると述べた。